# Джонс, Даг (кёрлингист)
Даг Джонс (англ. Doug Jones) — американский кёрлингист.
В составе мужской сборной США участник трёх чемпионатов мира (лучший результат — бронзовые призёры в 1992). Трёхкратный чемпион США среди мужчин, чемпион США среди смешанных команд.
В основном играл на позиции четвёртого, был скипом команды.

## Достижения
- Чемпионат мира по кёрлингу среди мужчин: бронза (1992)
- Чемпионат США по кёрлингу среди мужчин: золото (1988, 1990, 1992).
- Чемпионат США по кёрлингу среди смешанных команд: золото (1985).

- Лучший кёрлингист года в США (англ. USA Curling Male Athlete of the Year): 1990, 1992.

## Команды
| Сезон                          | Четвёртый     | Третий            | Второй          | Первый          | Запасной Тренер | Турниры                         |
| ------------------------------ | ------------- | ----------------- | --------------- | --------------- | --------------- | ------------------------------- |
| 1987—88                        | Даг Джонс     | Бард Нордлунд     | Мерфи Томлинсон | Майк Греннан    |                 | ЧСШАМ 1988 · ЧМ 1988 (10 место) |
| 1989—90                        | Бард Нордлунд | Даг Джонс         | Мерфи Томлинсон | Том Виолетт     |                 | ЧСШАМ 1990 · ЧМ 1990 (7 место)  |
| 1991—92                        | Даг Джонс     | Джейсон Ларуэй    | Джоэл Ларуэй    | Том Виолетт     |                 | ЧСШАМ 1992 · ЧМ 1992            |
| 1994—95                        | Даг Джонс     | Murray Beighton   | Кен Траск       | Том Виолетт     |                 |                                 |
| 1999—00                        | Том Виолетт   | Кёрт Фиш          | Бард Нордлунд   | Мерфи Томлинсон | Даг Джонс       | ЧСШАМ 2000 (??? место)          |
| Кёрлинг среди смешанных команд |               |                   |                 |                 |                 |                                 |
| 1984—85                        | Даг Джонс     | Бет Бронгер-Джонс | Bob Anderson    | Cheryl Hardy    |                 | ЧСШАСК 1985                     |

(скипы выделены полужирным шрифтом)